# Skamieniałości

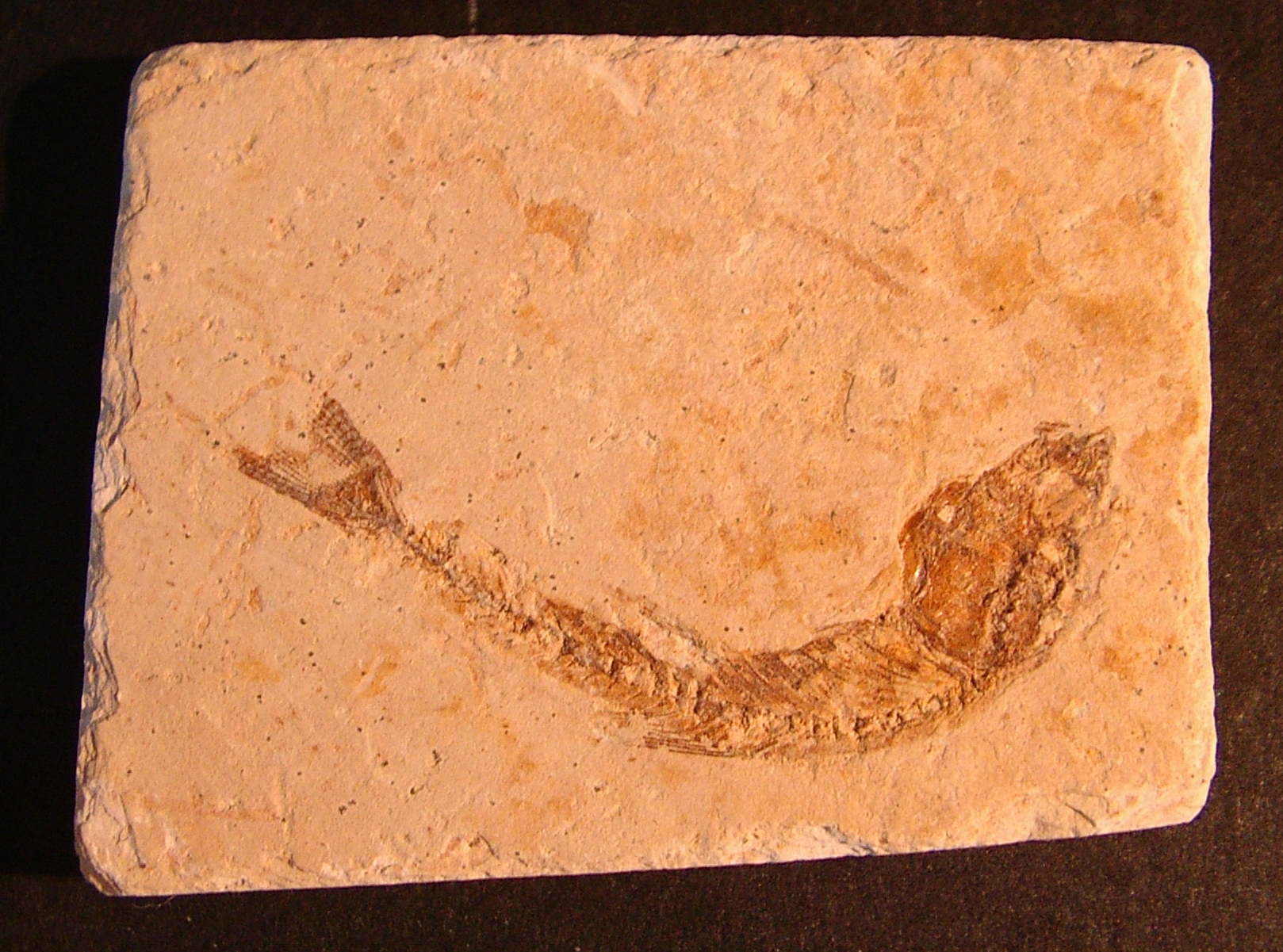
Skamieniała ryba

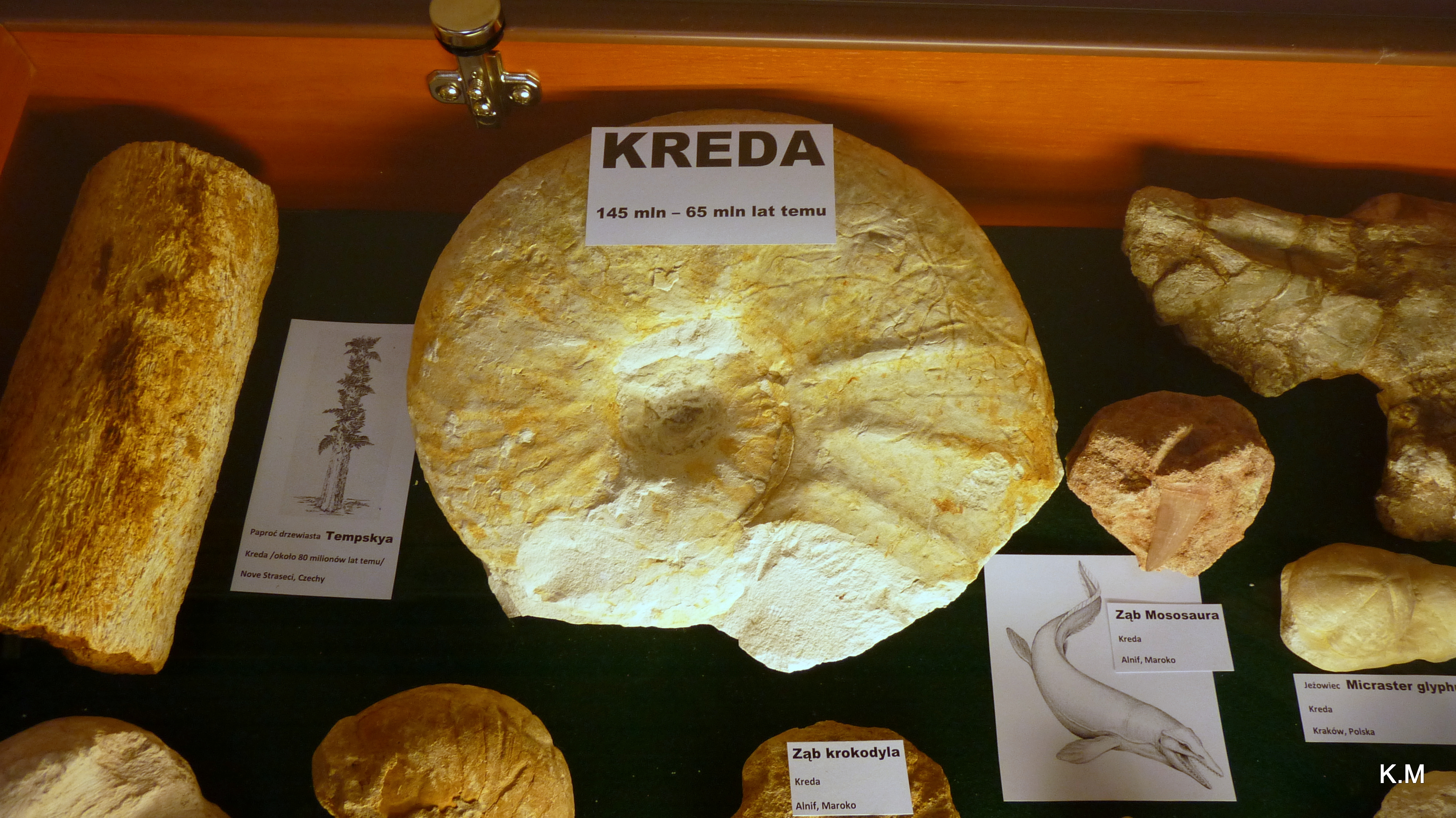
Skamieniałości

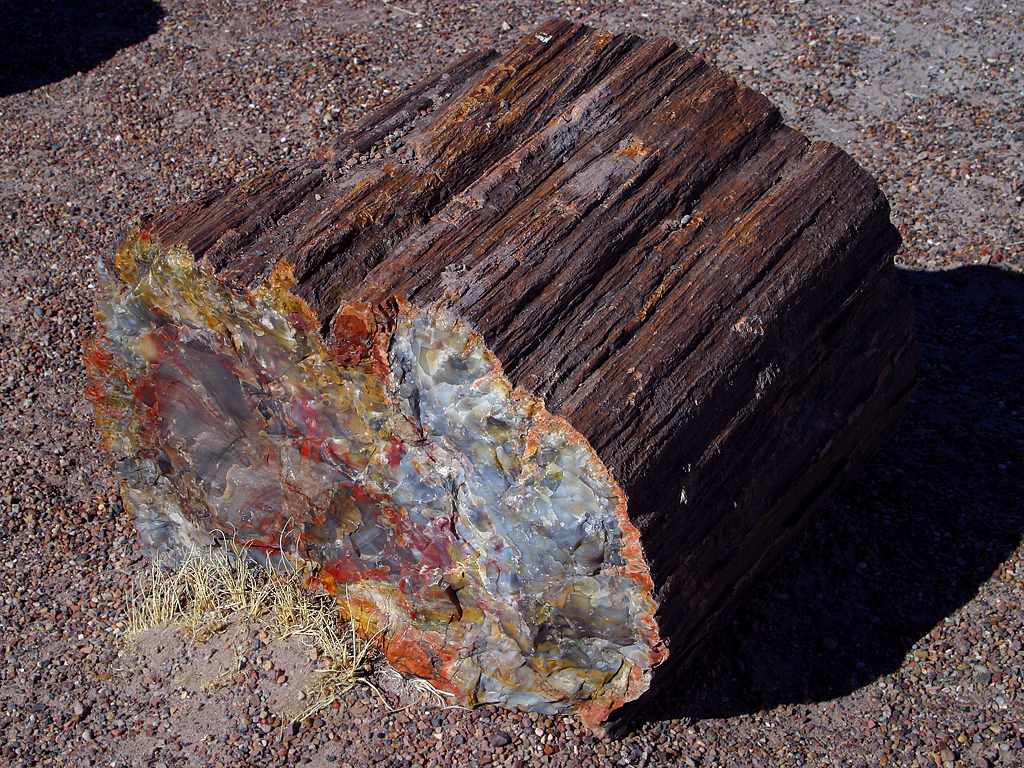
Skrzemieniałe drewno w Parku Narodowym Skamieniałego Lasu

Skamieniałości – zachowane w skałach szczątki organizmów (skamieniałości właściwe, strukturalne), a także ślady ich aktywności życiowej (skamieniałości śladowe). Skamieniałości powstają w wyniku procesu fosylizacji. Najczęściej fosylizacji ulegają tylko części szkieletowe. Proces ten zachodzi w wyniku zastąpienia pierwotnej substancji budującej części twarde organizmu innymi związkami mineralnymi (najczęściej węglanem wapnia lub krzemionką, a rzadziej np. dolomitem, syderytem, limonitem, pirytem lub fosforanami) o tym samym składzie chemicznym (np. przejście aragonitu w bardziej stabilny kalcyt) lub odmiennym składzie chemicznym. W przypadku części twardych zbudowanych ze stabilnych substancji (np. kalcytu, krzemionki) zachowują się one czasami bez żadnych przekształceń.
Najrzadszym typem skamieniałości są skamieniałości kompletne, do których zalicza się organizmy z zachowanymi również tkankami miękkimi, czasami w stanie niemal niezmienionym, dzięki szczególnemu zbiegowi okoliczności (zamrożenie, zakonserwowanie np. w asfalcie, mumifikacja itp.). Swoistą formą fosylizacji są szczątki zachowane w bursztynie (tzn. kopalnej żywicy pochodzącej z różnych gatunków drzew) oraz w martwicach wapiennych.
Osobnym typem skamieniałości są ośródki i odciski pośrednio tylko związane z elementami twardymi, odwzorowujące jedynie ich morfologię.

## Znaczenie skamieniałości
Skamieniałości dostarczają wiadomości o wyglądzie fauny i flory w minionych epokach. Są także jednym z podstawowych źródeł informacji o środowisku i klimacie tych epok, gdyż niektóre taksony żyły tylko w ściśle określonych warunkach (np. koralowce rafotwórcze wymagają wód morskich, płytkich, ciepłych). Wiele grup skamieniałości (np. graptolity, konodonty, amonity, otwornice) jest podstawą datowań skał osadowych, a w konsekwencji podstawą podziału czasu geologicznego na jednostki chronostratygraficzne. Masowe nagromadzenia skamieniałości skutkują ich skałotwórczym znaczeniem, np. węgiel i torf to nagromadzenia sfosylizowanych szczątków roślinnych, kreda pisząca to nagromadzenia glonów z grupy kokkolitów. Na podstawie różnowiekowych skamieniałości jednej grupy organizmów można też prześledzić jej rozwój i zmiany w czasie, toteż skamieniałości dostarczają także dowodów na ewolucję naturalną organizmów.
Czasem stosuje się pojęcie żywej skamieniałości, na określenie tych współcześnie żyjących taksonów, które są obecnie skrajnie nieliczne i słabo zróżnicowane gatunkowo, a w przeszłości były znacznie bardziej rozwinięte.
Badaniem skamieniałości zwierzęcych zajmuje się paleozoologia, a roślinnych – paleobotanika. Ogólnie nauka o skamieniałościach nosi nazwę paleontologia.
Za najstarsze odkryte skamieniałości uznaje się hematytowe struktury, które mogą być śladem działalności bakterii sprzed około 4 miliardów lat (możliwy zakres 3770 mln – 4300 mln lat). Znaleziono je w formacji skalnej Nuvvuagittuq w Quebecu wśród prawdopodobnych pozostałości kominów hydrotermalnych.